# Challenger de Zug 2024
El torneo Zug Open 2024 fue un torneo de tenis perteneció al ATP Challenger Tour 2024 en la categoría Challenger 125. Se trató de la 3ª edición; el torneo tuvo lugar en la ciudad de Zug (Suiza), desde el 22 hasta el 28 de julio de 2024 sobre pista de tierra batida al aire libre.

## Jugadores participantes del cuadro de individuales
| Preclasificado | País                        | Jugador                 | Rank1 | Posición en el torneo |
| 1              | Bandera de los Países Bajos | Botic van de Zandschulp | 87    | Primera ronda         |
| 2              | Bandera de Italia           | Matteo Gigante          | 146   | Primera ronda         |
| 3              | Bandera de Argentina        | Román Andrés Burruchaga | 147   | FINAL                 |
| 4              | Bandera de Argentina        | Juan Manuel Cerúndolo   | 152   | Primera ronda         |
| 5              | Bandera de Austria          | Jurij Rodionov          | 159   | Primera ronda         |
| 6              | Bandera de Perú             | Juan Pablo Varillas     | 162   | Segunda ronda         |
| 7              | Bandera de Francia          | Matteo Martineau        | 172   | Primera ronda         |
| 8              | Bandera de Suiza            | Dominic Stricker        | 175   | Primera ronda         |

- 1 Se ha tomado en cuenta el ranking del 15 de julio de 2024.

### Otros participantes
Los siguientes jugadores recibieron una invitación (wild card), por lo tanto ingresan directamente al cuadro principal (WC):
- Henry Bernet
- Rémy Bertola
- Mika Brunold

Los siguientes jugadores ingresan al cuadro principal tras disputar el cuadro clasificatorio (Q):
- Mateus Alves
- Dylan Dietrich
- Ryan Nijboer
- Jakub Paul
- Marko Topo
- Damien Wenger

## Campeones

### Individual Masculino
- Jérôme Kym derrotó en la final a  Román Andrés Burruchaga por 6–4, 6–4

### Dobles Masculino
- contra  Jurij Rodionov /  Volodymyr Uzhylovskyi derrotaron en la final a  Seita Watanabe /  Takeru Yuzuki por 7–6(5), 7–6(5)